# Guy Ourisson
Guy Henry Ourisson, né le 26 mars 1926 à Boulogne-Billancourt et mort le 3 novembre 2006 à Strasbourg, est un chimiste et professeur d'université français.

## Biographie
Entre 1946 et 1950, il étudie et prépare l'agrégation de sciences physiques à l'École normale supérieure.
En 1952, il obtient un « PhD » de l'université Harvard sous la direction de Louis Frederick Fieser, chimiste organicien, dans le domaine des terpènes.
En 1954, il obtient un doctorat en sciences physiques de la Sorbonne sous la direction de Georges Dupont.
C'est ensuite à l'université de Strasbourg qu'il fait carrière, d'abord comme maître de conférences en 1955, professeur en 1958 puis directeur de l'institut de chimie de 1969 à 1971. De 1971 à 1976, il est le premier président de l'université Strasbourg-I et est nommé professeur émérite en 1995.
En juillet 1981, il devient directeur de l'enseignement supérieur au ministère de l'Éducation nationale.
Le 23 novembre 1981, il est élu membre de l'Académie des sciences dont il est vice-président, puis président en 1999.
En 1992, son rapport sur l’accueil et le suivi des scientifiques étrangers en France entraîne la création de la Fondation nationale Alfred-Kastler (FnAK).
Il est aussi l'auteur, en 2002, d'un rapport sur la désaffection des étudiants pour les études scientifiques.
Il était membre actif du comité de patronage du think tank strasbourgeois le Forum Carolus. À Strasbourg, il avait aussi créé le Cercle Gutenberg pour stimuler la recherche scientifique en Alsace.

## Distinctions et récompenses
- Prix Humboldt en 1987
- Prix Jecker en 1971
- Prix Ernest-Guenther en 1972
- Docteur honoris causa de l'École polytechnique fédérale de Zurich
- Commandeur de l'ordre de la Légion d'honneur
- Commandeur de l'ordre national du Mérite
- Commandeur de l'ordre des Palmes académiques
- Titulaire de l'ordre du Trésor sacré japonais (or et argent)

## Prix Guy-Ourisson
Le prix Guy-Ourisson a été créé en son honneur par le Cercle Gutenberg. Il est attribué chaque année à un scientifique de moins de quarante ans cherchant en Alsace.